# (37080) 2000 US58
2000 US58 (asteroide 37080) é um asteroide da cintura principal. Possui uma excentricidade de 0.19283430 e uma inclinação de 3.15816º.
Este asteroide foi descoberto no dia 25 de outubro de 2000 por LINEAR em Socorro.